# Zalew w Strykowie
Zalew w Strykowie – sztuczny zbiornik wodny zlokalizowany w Strykowie (województwo łódzkie) w obrębie Wzniesień Łódzkich.

## Charakterystyka
Akwen powstał w drodze spiętrzenia Moszczenicy (dopływu Bzury) i ma powierzchnię 12,6 hektara. Zbudowano go z inicjatywy władz gminnych w latach 1987–1990. Wkrótce po napełnieniu został wydzierżawiony przez gminę Stryków do użytkowania wędkarskiego strykowskiemu kołu Ligi Ochrony Przyrody.   
Bezpośrednio nad wodami zalewu lub w jego sąsiedztwie znajdują się: strykowskie jednostki straży pożarnej (PSP i OSP), Zespół Szkół nr 1, cmentarz mariawicki oraz kościół św. Anny i św. Marcina (mariawitów).

## Turystyka i wędkarstwo
Nad jeziorem znajduje się strzeżona sezonowo, piaszczysta plaża, taras widokowy, boisko typu Orlik, skatepark, wypożyczalnia sprzętu wodnego, gastronomia, place zabaw i parkingi, a także ścieżki rowerowe. Zbiornik jest popularnym miejscem wypoczynku mieszkańców Łodzi.
Zalew jest regularnie zarybiany przez wędkarzy. Występują tu: karp, szczupak, karaś, płoć, okoń i pstrąg.